# Piptochaetium pringlei
Piptochaetium pringlei là một loài thực vật có hoa trong họ Hòa thảo. Loài này được (Beal) Parodi miêu tả khoa học đầu tiên năm 1944.